# Guillaume Angebault
Guillaume Angebault, né le 17 juin 1790 à Rennes (Bretagne) et mort le 2 octobre 1869 à Angers, est un prélat français, évêque d'Angers.

## Biographie
Guillaume-Laurent-Louis Angebault naît à Rennes où son père, Guillaume Thomas Angebault, plaide au parlement de Bretagne ; sa mère, Catherine Jacquette Vacher, est la fille du maire de Sucé. À la suppression des parlements, ses parents se réfugient à Nantes. Son père, bâtonnier de l'ordre des avocats de Nantes, le destine au barreau ; sa mère ne peut se faire à l’idée de le voir prêtre mais Guillaume, brillant élève, de santé fragile, est très déterminé. Il est élève au collège de Beaupréau sous la direction de l'abbé Mongazon, puis s'en va étudier à Paris, chez l'abbé Liautard (Collège Stanislas), et ensuite au séminaire de Chavagnes-en-Paillers. Il devient élève au séminaire de Nantes avant d'être ordonné prêtre à Angers le 23 septembre 1815.
Nommé vicaire à Saint-Donatien de Nantes, ses nombreuses compétences sont vite reconnues : il est nommé secrétaire à l'évêché en 1817, vicaire général honoraire en 1830 et grand-vicaire en 1832. Joseph Michel Jean-Baptiste Micolon de Guérines, évêque de Nantes, l'appelle la « perle de son diocèse ». En 1830, il fonde le collège Saint-Stanislas de Nantes. En 1833, il lui ajoute la charge de directeur spirituel des Sœurs de Saint-Gildas dont il obtient la reconnaissance en 1836.
Appelé à succéder à Louis Robert Paysant, il devient évêque d'Angers le 10 août 1842. Il participe à la construction de plus de 250 églises ou chapelles de son diocèse mais qui, selon le chanoine Houdebine, « ne sont que des pastiches sans caractère et sans nom, sans proportion avec les besoins des paroisses ».
Il établit de nombreuses congrégations religieuses, dont les Sœurs gardes-malades de l’Espérance en 1842, les Petites Sœurs des pauvres en 1855, les Carmélites en 1858, les Visitandines en 1863. Il fait également venir les Lazaristes et les Oblats de Marie-Immaculée en 1860, les prêtres du Saint-Sacrement en 1862. Il approuve les constitutions des Sœurs de la Providence de la Pommeraye.
Concernant l'enseignement et l'éducation, il se pose en défenseur de la loi Falloux sur la liberté de l'enseignement. Il remet sur pied le séminaire de Mongazon à Angers et le collège de Combrée. Il fonde un des plus anciens cercles ouvriers, le cercle-patronage de Notre-Dame-des-Champs à Angers.
Fidèle à Rome, il rétablit la liturgie romaine en Anjou, forçant le clergé à abandonner certains rites locaux.
Il aide à la fondation des Religieux de Saint-Vincent-de-Paul à Paris, dont le cofondateur, Clément Myionnet, est son fils spirituel.
Il meurt le 2 octobre 1869 à Angers. Son tombeau est inauguré dans la cathédrale d'Angers le 16 janvier 1877.

## Armes
D'azur à une croix et une ancre d'argent en sautoir.

## Distinction
- Chevalier de la Légion d'honneur (10 janvier 1853)[3]